# Søndersø Boldklub
Søndersø Boldklub er en fodboldklub med hjemsted i Søndersø på Nordfyn. I 2012 har boldklubben et fodboldhold placeret i Fyns serie 2. Desuden har klubben ungdomshold fra u8 til og med u17. Klubben har i de seneste år haft en massiv tilgang af ungdomsspillere.

## Ekstern kilde/henvisning
- Søndersø Boldklubs officielle hjemmeside)
- S1 2007, pulje 2 Arkiveret 31. august 2007 hos  Wayback Machine